# 稗貫広忠
稗貫 広忠（ひえぬき ひろただ）は、戦国時代から安土桃山時代にかけての武将。和賀・稗貫一揆に関わった人物である。陸奥国花巻城主。

## 生涯
稗貫氏は鎌倉時代からの名族で、広忠は和賀氏から出て稗貫輝時の養子となり、稗貫氏を継いだ。
天正18年（1590年）、豊臣秀吉の小田原征伐に参陣しなかったため、所領を没収された。
その後、広忠は弟の和賀義忠とともに和賀・稗貫一揆を起こし、花巻城を奪回したが、翌年の天正19年（1591年）、奥州仕置軍の攻撃を受けて大崎氏を頼って敗走、後に剃髪したという。